# Aquilegia cremnophila
Aquilegia cremnophila är en ranunkelväxtart som beskrevs av Bacch., Brullo, Congiu, Fenu, J.L.Garrido och Mattana. Aquilegia cremnophila ingår i släktet aklejor, och familjen ranunkelväxter. Inga underarter finns listade i Catalogue of Life.